# Alte Lokhalle Mainz
Die Alte Lokhalle Mainz ist ein ehemaliger, unter Denkmalschutz stehender Lokomotivschuppen in der rheinland-pfälzischen Landeshauptstadt Mainz, der seit 2004 als multifunktionale Eventlocation genutzt wird.

## Geschichte
Mit dem Bau der Lokhalle wurde im Jahr 1900 begonnen, 1903 wurde der erste Bauabschnitt fertig gestellt, 1906 der zweite, 1907 der dritte und 2008 dann die Erweiterung mit Wintergarten. Die Halle diente ursprünglich der Wartung von Lokomotiven. Nach ihrer Stilllegung im Jahr 1945 stand die Halle mehrere Jahrzehnte leer und wurde nur als Lagerhalle genutzt. Erst 2001 begann eine umfassende Renovierung, die der Halle ihr heutiges modernes Erscheinungsbild verlieh. Sie wurde im Jahr 2004 wiedereröffnet. Die Halle steht unter Denkmalschutz.

## Architektur
Die Alte Lokhalle kombiniert mit ihrer kreisförmigen Struktur und der roten Sandsteinverkleidung industrielle Architektur mit modernen Designelementen. Die Halle verfügt über eine Gesamtfläche von fast 2000 Quadratmetern und kann bis zu 1500 Personen beherbergen.

## Ausstellungsstück
Vor der Lokhalle wurde 2008 die Kleinlokomotive 310 439 (Fabriknummer 5842/1934 Arnold Jung Lokomotivfabrik, Jungenthal, Kirchen (Sieg), Kö 4439) der Deutschen Reichsbahn als Denkmal aufgestellt.